# 員村駅
員村駅（いんそんえき）は、中華人民共和国広東省広州市天河区員村二横路に位置する広州地下鉄5号線及び11号線の駅である。
かつては広州地下鉄21号線が当駅を起点としていたが、11号線開業に向けた工事に伴い隣の天河公園駅発着に変更され、現在その跡地には11号線が開通している。

## 歴史
- 2009年12月28日：5号線の駅として開業[2]。
- 2019年12月20日：21号線が当駅まで延伸開業する[3]。
- 2024年
  - 10月2日：11号線開業に向けた工事のため、21号線の当駅への乗り入れを停止[4]。
  - 12月28日：11号線が開業[1]。

## 駅構造
両線とも島式ホーム1面2線を有する地下駅。5号線のコンコースは地下1階に、ホームは地下2階にあります。11号線は地下1階と地下2階にコンコースを有し、地下1階コンコースは5号線コンコースと直結しており、ホームは地下4階に設置されています。11号線琶洲側に引き上げ線が1線ある。

### のりば
| 番線                    | 路線     | 方向   | 行先                   |
| ----------------------- | -------- | ------ | ---------------------- |
| 5号線ホーム（地下2階）  |          |        |                        |
| 1                       | ■ 5号線  | 上り   | 黄埔新港方面           |
| 2                       | ■ 5号線  | 下り   | 広州駅・滘口方面       |
| 11号線ホーム（地下4階） |          |        |                        |
| 3                       | ■ 11号線 | 外回り | 華師・沙河・如意坊方面 |
| 4                       | ■ 11号線 | 内回り | 大塘・龍潭・石囲塘方面 |

21号線時代ののりばは以下の通り。
| 番線 | 路線     | 行先         |
| ---- | -------- | ------------ |
| 3    | ■ 21号線 | 増城広場方面 |
| 4    | ■ 21号線 | 降車ホーム   |

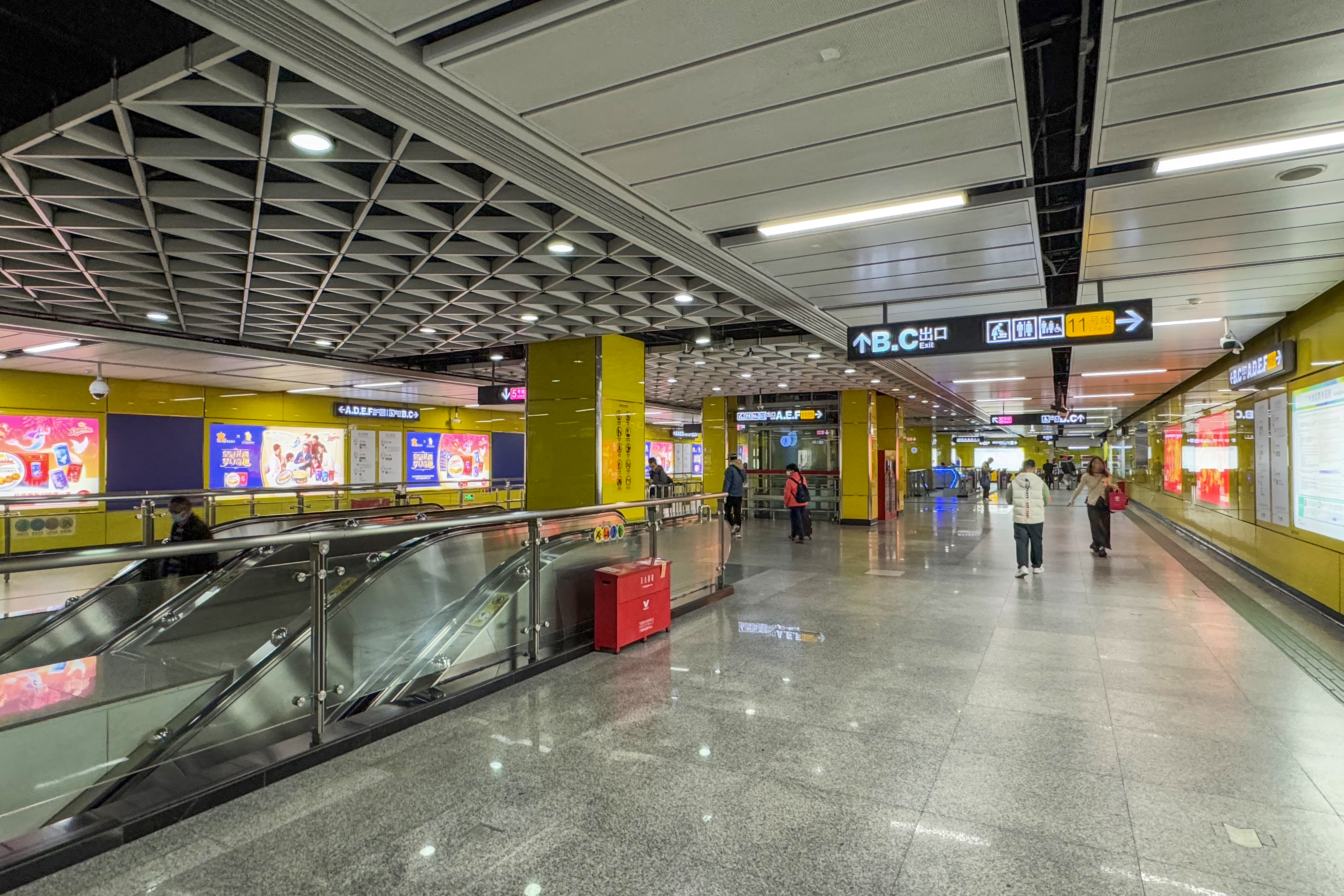
5号線コンコース
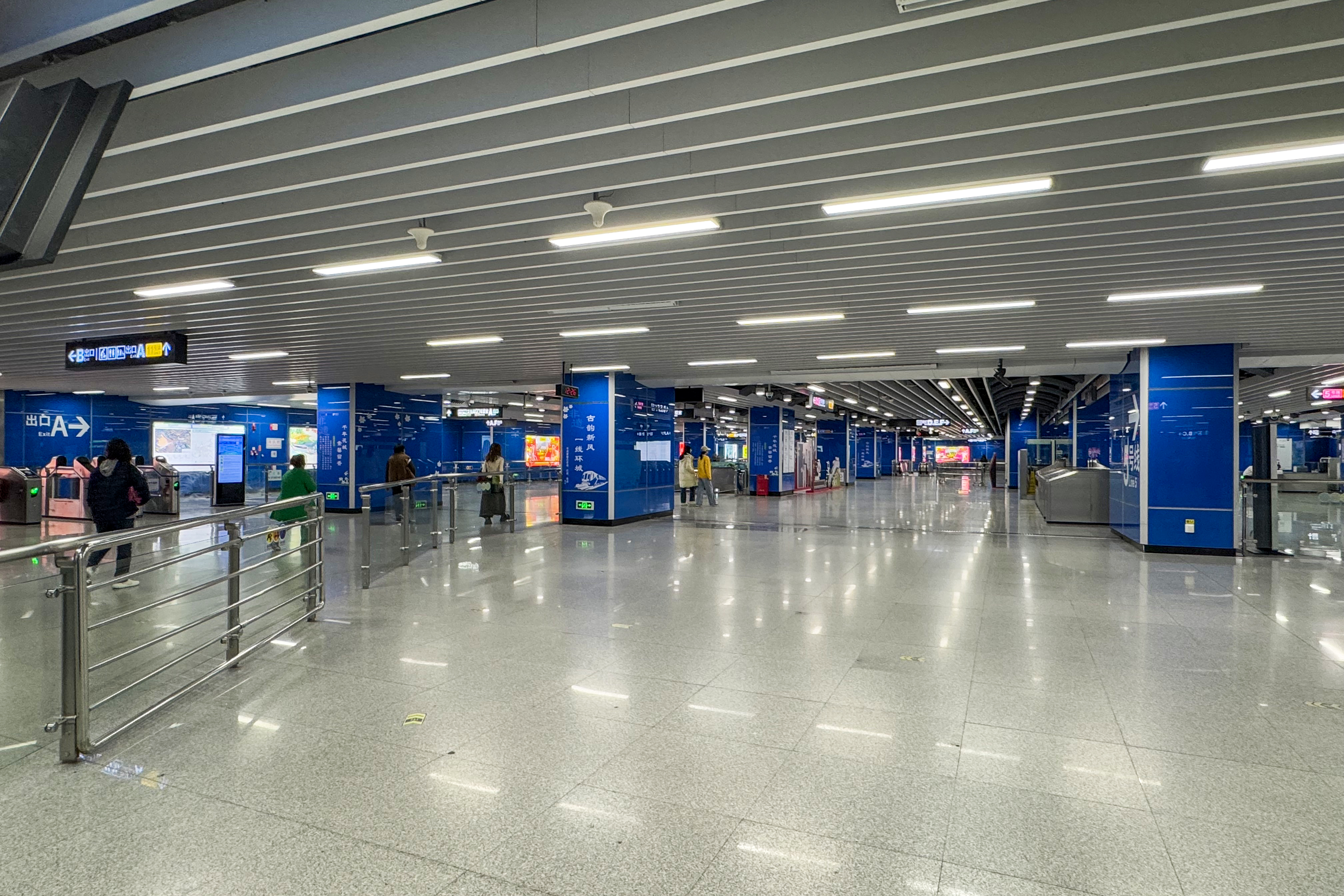
11号線地下1階コンコース
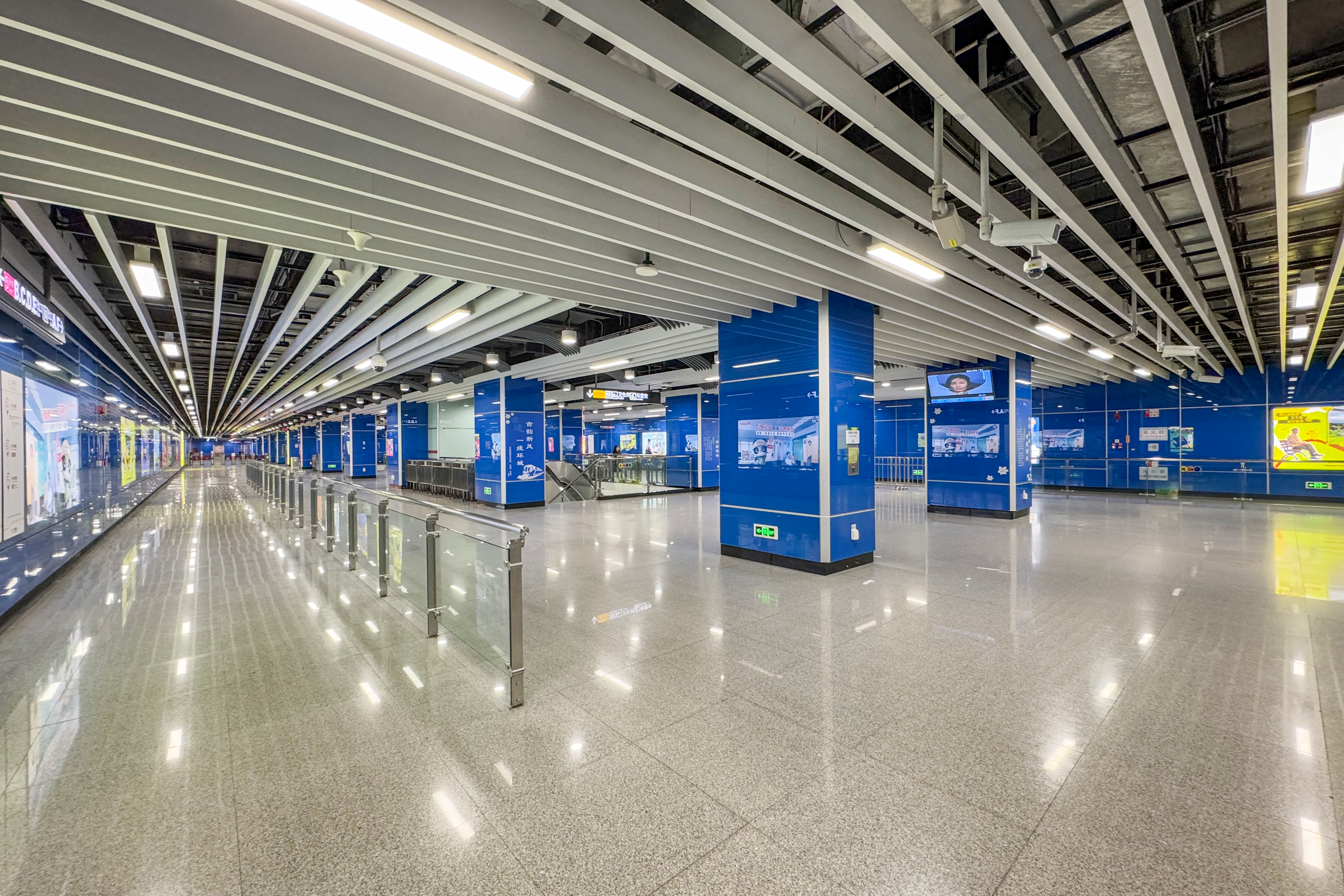
11号線地下2階コンコース
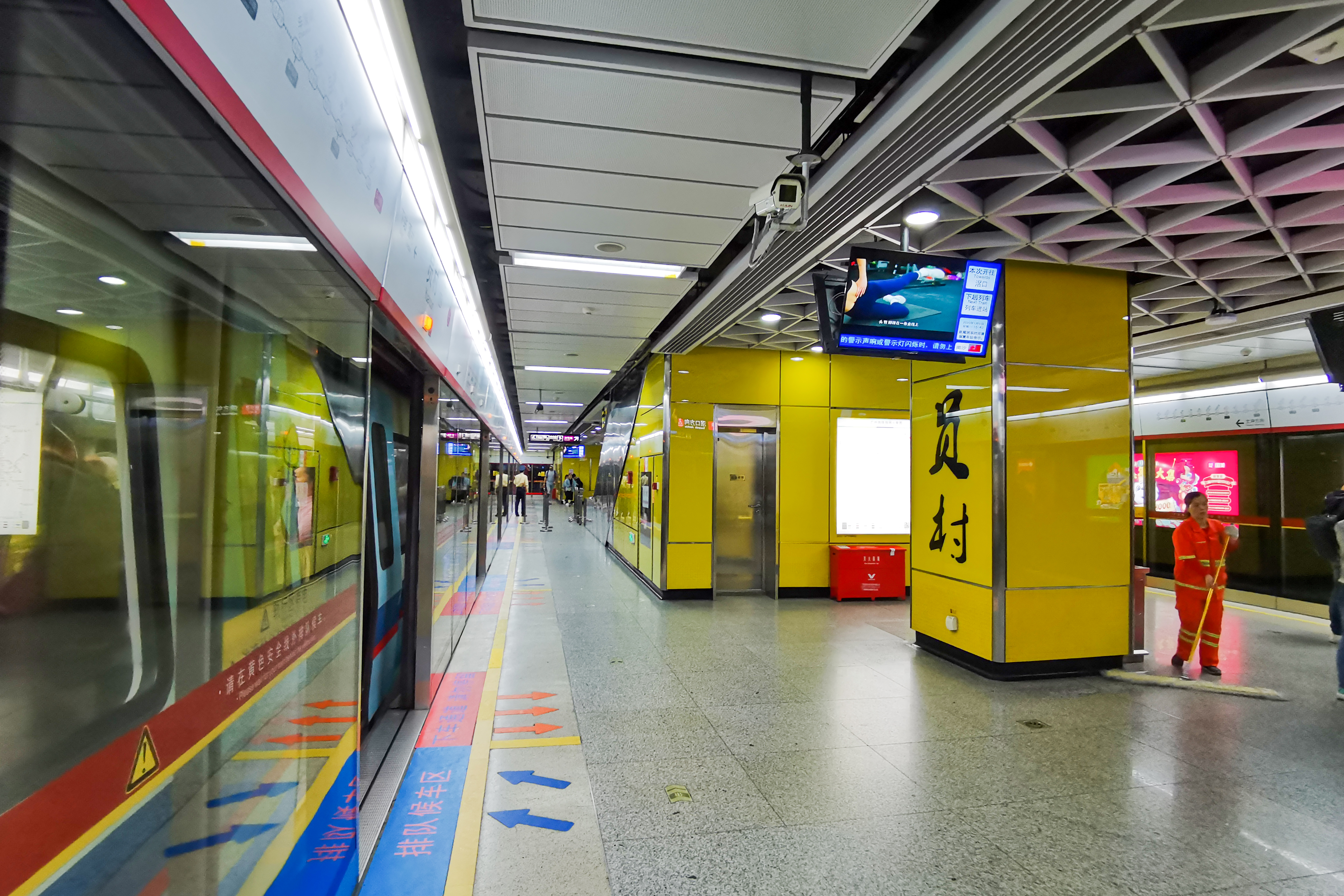
5号線ホーム（2020年1月）
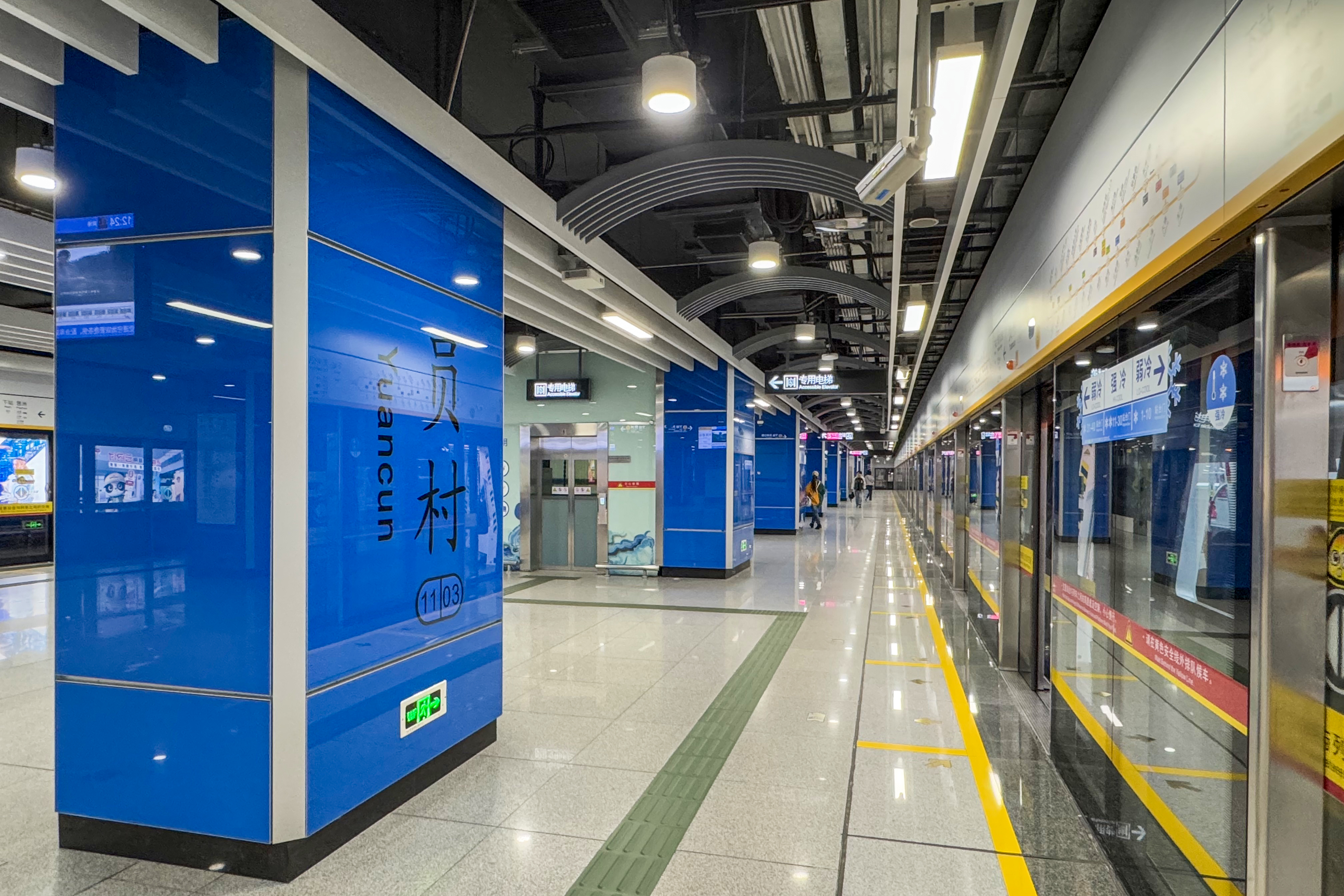
11号線ホーム（2024年12月）
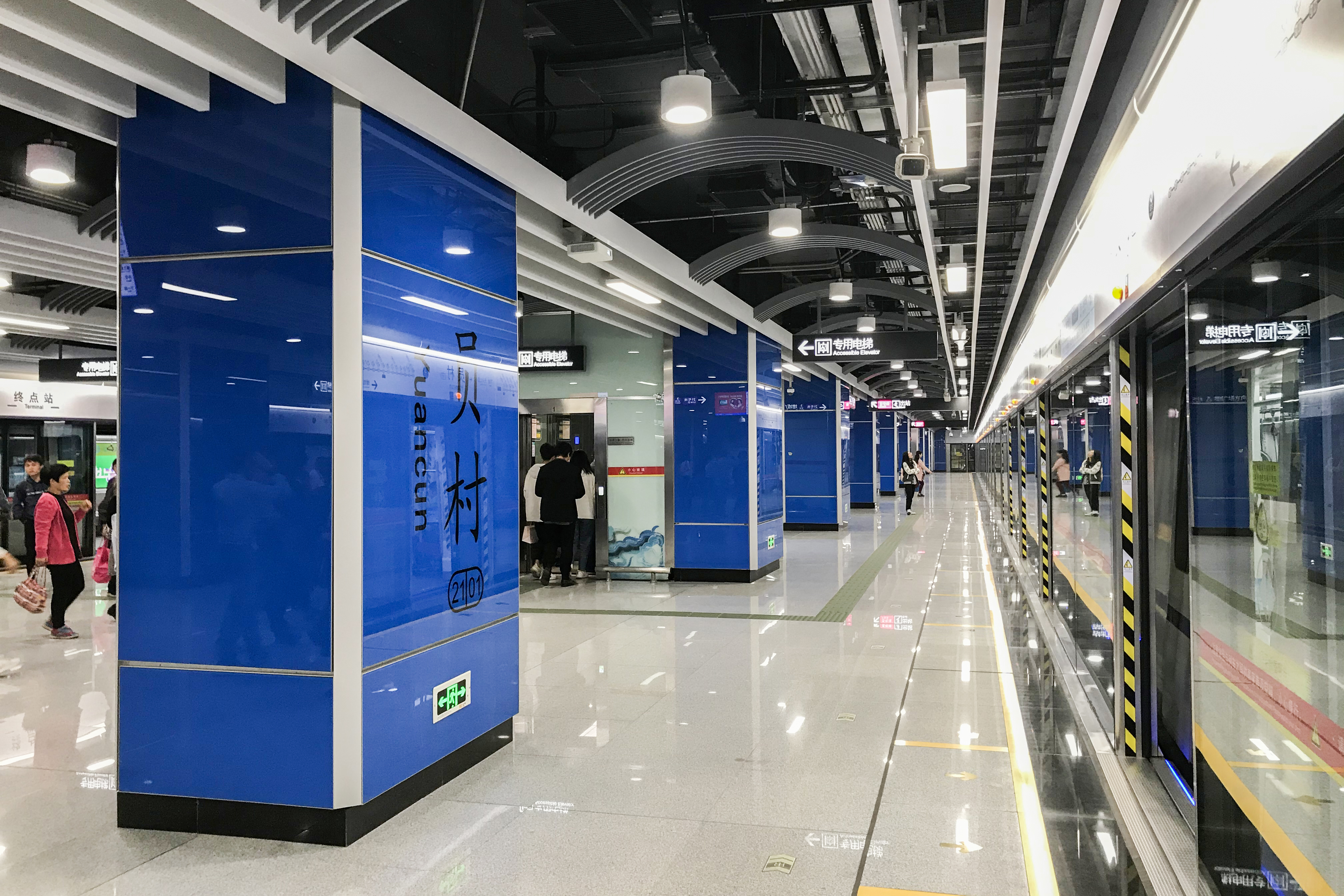
21号線時代のホーム（2019年12月）

## 隣の駅
広州地下鉄
■ 5号線
潭村駅 515 - 員村駅 516 - 科韻路駅 517
■ 11号線
琶洲駅 1102 - 員村駅 1103 - 天河公園駅 1104